# Haldimand (ancienne circonscription fédérale)
Pour les articles homonymes, voir Haldimand.
Circonscription électorale fédérale du Canada
Haldimand est une circonscription électorale fédérale de l'Ontario, représentée de 1867 à 1892 et de 1904 à 1953.
C'est l'Acte de l'Amérique du Nord britannique de 1867 qui créer le district électoral d'Haldimand. Abolie en 1892, elle est intégrée à Haldimand et Monck
La circonscription est à nouveau créée en 1903 à partir d'Haldimand et Monck. Abolie en 1952, elle est fusionnée à Brant—Haldimand.

## Géographie
En 1867, la circonscription de Haldimand comprenait:
- Les cantons d'Oneida, Seneca, Cayuga North, Cayuga South, Rainham, Walpole et Dunn

En 1903, elle consistait au territoire du comté d'Haldimand

## Députés
| Législature                                      | Années    | Député                | Député                        | Parti        |
| Haldimand                                        | Haldimand | Haldimand             | Haldimand                     | Haldimand    |
| ------------------------------------------------ | --------- | --------------------- | ----------------------------- | ------------ |
| 1re                                              | 1867–1872 |                       | David Thompson                | Libéral      |
| 2e                                               | 1872–1874 |                       | David Thompson                | Libéral      |
| 3e                                               | 1874–1878 |                       | David Thompson                | Libéral      |
| 4e                                               | 1878–1882 |                       | David Thompson                | Libéral      |
| 5e                                               | 1882–1886 |                       | David Thompson                | Libéral      |
| 5e                                               | 1886-1887 | Charles Wesley Colter |                               | Libéral      |
| 6e                                               | 1887–1887 |                       | Walter Humphries Montague     | Conservateur |
| 6e                                               | 1887-1889 |                       | Walter Humphries Montague     | Conservateur |
| 6e                                               | 1889-1890 |                       | Charles Wesley Colter (2)     | Libéral      |
| 6e                                               | 1890-1891 |                       | Walter Humphries Montague (2) | Conservateur |
| 7e                                               | 1891–1895 |                       | Walter Humphries Montague (2) | Conservateur |
| 7e                                               | 1895-1896 |                       | Walter Humphries Montague (2) | Conservateur |
| Circonscription dissoute dans Haldimand et Monck |           |                       |                               |              |
| Circonscription issue de Haldimand et Monck      |           |                       |                               |              |
| 10e                                              | 1904–1908 |                       | Francis Ramsey Lalor          | Conservateur |
| 11e                                              | 1908–1911 |                       | Francis Ramsey Lalor          | Conservateur |
| 12e                                              | 1911–1917 |                       | Francis Ramsey Lalor          | Conservateur |
| 13e                                              | 1917–1921 | Unioniste             | Francis Ramsey Lalor          |              |
| 14e                                              | 1921–1925 | Mark Senn             | Conservateur                  |              |
| 15e                                              | 1925–1926 | Mark Senn             | Conservateur                  |              |
| 16e                                              | 1926–1930 | Mark Senn             | Conservateur                  |              |
| 17e                                              | 1930–1935 | Mark Senn             | Conservateur                  |              |
| 18e                                              | 1935–1940 | Mark Senn             | Conservateur                  |              |
| 19e                                              | 1940–1945 | Mark Senn             | Conservateur                  |              |
| 20e                                              | 1945–1949 | Mark Senn             | Progressiste-conservateur     |              |
| 21e                                              | 1949–1953 | Earl Catherwood       | Progressiste-conservateur     |              |
| Circonscription dissoute dans Brant—Haldimand    |           |                       |                               |              |

## Résultats électoraux
Haldimand, 1904 à 1953
Haldimand, 1867 à 1896